# Patriziato (Venezia)
Il Patriziato veneziano costituiva uno dei tre corpi sociali in cui era suddivisa la società della Repubblica di Venezia, assieme ai cittadini e ai foresti (forestieri).
Patrizio era il titolo nobiliare spettante ai membri dell'aristocrazia al governo della città di Venezia e della Serenissima.
Il titolo era abbreviato, davanti al nome, dalla sigla N.H. (Nobil Homo), assieme alla variante N.D. (Nobil Donna).

## Caratteristiche del patriziato veneziano

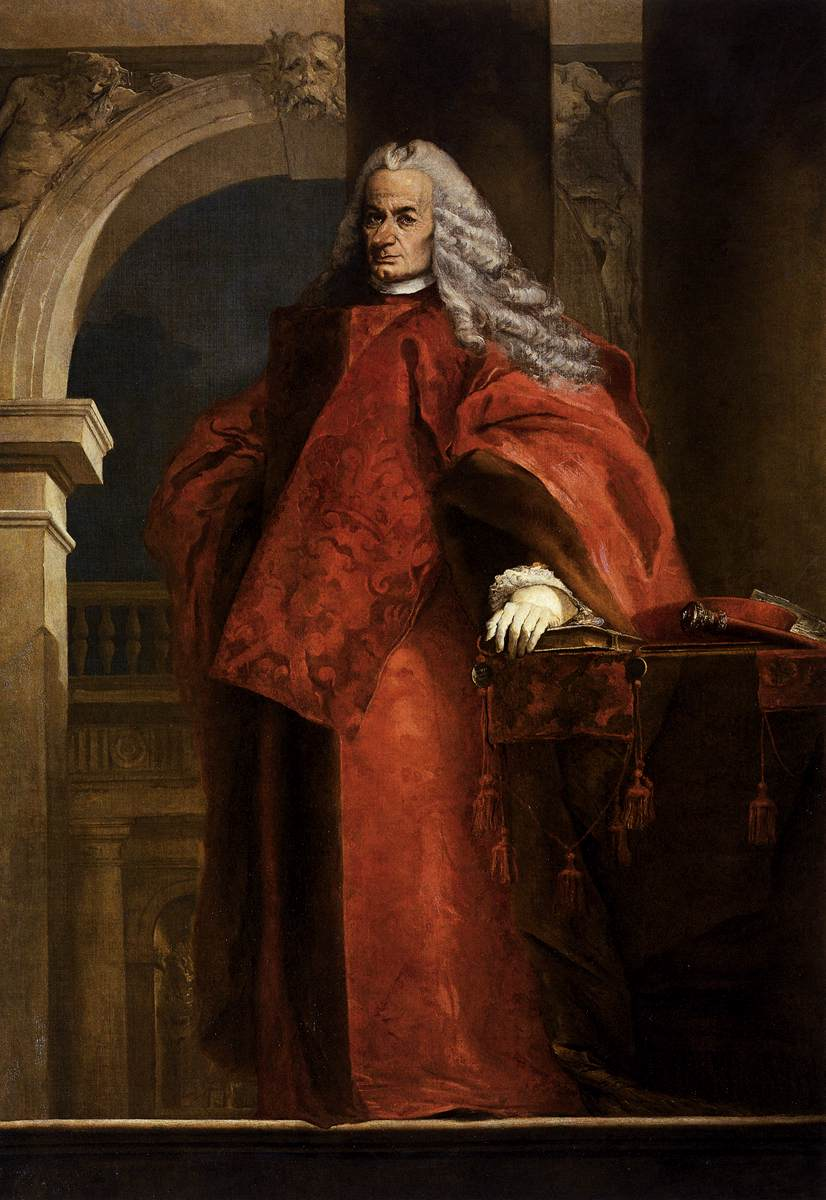
Giambattista Tiepolo, Ritratto del procuratore N.H. Daniele Dolfin, esempio di patrizio veneto.

Fondamento basilare dell'appartenenza al Patriziato era il possesso esclusivo del potere politico.
A partire dalla Serrata del 1297 e dalla legge del 1320 che precludeva l'accesso di nuove famiglie, questo corpo sociale divenne l'unico ad avere il privilegio di sedere in seno al Maggior Consiglio, massimo organo di governo della città. Privilegio concretato col diritto per ciascun membro maschio delle famiglie nobili, a partire dalla maggiore età, di partecipare alle sedute.
All'interno del patriziato vigeva l'assoluta uguaglianza politica tra tutti i membri. Ogni voto, compreso quello del Doge, aveva il medesimo valore nel corso delle votazioni dei consigli. Ognuno aveva, almeno in linea teorica, le medesime possibilità di accedere ad ogni carica pubblica, sino a diventare savio del Collegio, procuratore di San Marco o Doge. Riflesso di questo principio era l'eguale titolo riconosciuto ai patrizi, senza alcuna distinzione, in tutta la Repubblica di Nobiluomo (Nobilis Vir, Nobilis Homo, Nobil Homo). Chi lo portava recava in sé una porzione di quella sovranità di cui ogni patrizio era partecipe, assieme agli altri membri del suo ceto. Questo rendeva i patrizi veneziani, nella gerarchia nobiliare, di un rango pari a quello di Principi del sangue (stante anche l'eguale possibilità di assurgere al rango regale di Doge).
L'importanza di questo corpo sociale era tale che ogni aspetto della vita del nobile veneziano era attentamente sorvegliato e regolato dallo Stato, che si curava di verificare con cura tutti i legami familiari, i legami e gli atti necessari a comprovare l'iscrizione dei nobili al Libro d'Oro, il registro dei nobili gelosamente custodito in Palazzo Ducale.
La veste dei nobili era la toga di panno nero a maniche larghe, foderate di rosso per i Savi, gli Avogadori e i capi della Quarantia.
La toga diveniva completamente rossa per i Senatori e i Consiglieri ducali. Il tutto era completato dalla berretta a tozzo (un basso cappello cilindrico di panno nero) e dalla stola indicante il rango all'interno delle magistrature. Era assoluto obbligo indossare l'abito durante l'esercizio del proprio ufficio, nei Consigli e nell'intera area di piazza San Marco.
Accanto a questo aspetto politico, tuttavia, la nobiltà veneziana recava un altro carattere peculiare nella propria vocazione mercantile. Contrariamente alla nobiltà feudale, infatti, il patriziato a Venezia fondava il proprio potere non sul possesso della terra, ma sulla ricchezza dei commerci con l'Oriente alla base dell'intera economia. Ciò stimolava questa classe sociale ad un notevole dinamismo.
I patrizi servivano così sé stessi e lo Stato come capitani di galea, mercanti, ambasciatori, governatori, pubblici funzionari e in ogni altra forma dell'organizzazione civile e militare della Repubblica.
Essere patrizi veneti era un onore per tutta la nobiltà europea ed era comune tra principi e re chiedere ed ottenere il titolo di N.H.; furono patrizi veneti, tra gli altri, i re di Francia, i Savoia, i Mancini, i Mazzarino, i Rospigliosi, le famiglie papaline degli Orsini e dei Colonna.

### IBarnabotti
Una particolare categoria di patrizi era costituita dai nobili decaduti, detti Barnabotti, i quali, dissipatosi il patrimonio di famiglia, mantenevano ugualmente il proprio diritto al voto in Maggior Consiglio. Verso la fine della Repubblica essi rappresentarono spesso l'ago della bilancia tra le fazioni politiche attraverso il mercimonio del proprio voto: dalla pratica di effettuare la vendita dei voti nel brolo (orto, giardino) di San Marco deriverebbe, secondo alcuni linguisti, il termine odierno "broglio".
Nel corso del XVIII secolo il sistema politico veneziano andò incontro ad una sclerosi. L'aristocrazia nel XV e XVI secolo era molto numerosa: un elevato tasso di natalità tra la nobiltà, unito alla professione mercantile (e di mercante-imprenditore) intrapresa da una parte cospicua di questo ceto, comportava un governo aristocratico ampio e dai variegati interessi, in cui i nobili poveri erano una minoranza, mentre numerose erano le vicende di mobilità sociale interne al ceto e rapidi gli arricchimenti nei commerci con l'oriente e nelle nuove manifatture impiantate in laguna. Nel corso del XVII e XVIII secolo la congiuntura economica peggiorò: dopo il 1618, l'aristocrazia veneziana fu sempre più dipendente dalle proprie proprietà nella terraferma e nelle colonie, oltre che dalle sinecure pubbliche. In Europa si diffuse l'idea che il commercio e l'industria fossero indegni per l'aristocrazia, un'idea rifiutata dall'aristocrazia veneziana, ma che cambiò comunque la mentalità della nobiltà. Le guerre contro i turchi di metà e fine '600 chiusero per molti anni il commercio con il levante, così come anche nel primo '700, rovinando altre famiglie mercantili o che non avevano saputo diversificare nella terra e negli immobili i loro investimenti. Poche famiglie mutarono considerevolmente e rapidamente il proprio status economico verso l'alto, permettendo ad un gruppo di famiglie, sempre più ristretto, di mantenere una relativamente grande ricchezza, mentre molte altre perdevano costantemente la loro posizione, spesso rimanendo senza nemmeno il denaro per vivere "civilmente" e per avere abiti decenti.
Questo rese i Barnabotti un fenomeno evidente della società veneziana, mentre iniziò una riflessione sul come cambiare le forme di governo. Infatti un gruppo, gli "oligarchi", che raccoglieva le famiglie più ricche, riusciva, anche corrompendo i nobili più poveri, ad escludere i medi e i poveri che non erano al loro servizio. Il governo veneziano, tramite il consiglio dei dieci e gli inquisitori di stato, impediva però le riforme di qualunque tipo (anche perché questi organi erano in mano all'oligarchia che si stava impadronendo dello stato, a suo esclusivo vantaggio). Tentativi di riforma furono tentati, ma mai attuati: in particolare Angelo Querini nel 1761 cercò di ridare potere agli organi più collegiali dell'aristocrazia veneziana, mentre nei tardi anni '70 del XVIII secolo Giorgio Pisani e Carlo Contarini, attraverso la formazione di una sorta di "partito nobiliare", tentarono una riforma complessiva. Al centro delle loro proposte vi era proprio il recupero sociale e politico delle parti più povere e barnabotte della nobiltà veneziana (assegnazione alle giovani patrizie di doti, specie a quelle povere; aumento degli stipendi dei Quaranta e di altri Collegi; concessione di stipendi e donativi per alcune cariche politiche prestigiose, in precedenza gratuite e quindi monopolizzate dai nobili ricchi, in Terraferma e all'estero; fissazione di un'uniforme per i nobili al fine di distinguerli dai plebei, ecc. in pratica creazione di un'aristocrazia "politica" e di servizio, capace collettivamente di governare la città e l'impero); vi erano poi alcune questioni di ispirazione illuministica, come l'opposizione allo spionaggio interno, la libertà di parola, la difesa e ripresa dei commerci ecc. Proprio questo tentativo di "reazione nobiliare", non privo di manovre populistiche a favore dei barnabotti, fu stroncato dalle spie degli inquisitori, che, ben informati, prima accusarono i due (nella primavera del 1780 eletti ad importanti cariche) di aver comprato i voti dei barnabotti, poi, oramai accusandoli di congiurare, carcerano Contarini a Cattaro (dove morì, forse avvelenato) e Pisani a Vicenza. Quando arrivarono i francesi e i giacobini, Pisani cercò di legittimarsi come avversario del dispotismo degli inquisitori di stato, di cui era stato vittima, ma, riconosciuto per quello che era, e cioè un aristocratico che aveva cercato di modernizzare le strutture della repubblica di Venezia, rimanendo però all'interno della nobiltà, ed anzi rafforzandone il carattere aristocratico, i nuovi dominatori lo emarginarono.

## Casate patrizie della Repubblica di Venezia
Vanno anzitutto citate quelle antichissime famiglie estinte prima della Serrata, che tuttavia hanno avuto un ruolo di primo piano nella politica del Ducato. Vista la loro lontananza storica, le notizie di queste casate sono molto scarse e intrise di leggenda. Tutte queste sembrano aver dato origine ad altre case, come ad esempio i Partecipazio con i Badoer.
1. Flabanico (o Flabiano)
2. Candiano
3. Centranico (o Barbolano)

1. Orseolo
2. Galbaio (o Calbano)
3. Monegario

1. Partecipazio
2. Tradonico
3. Tribuno

Dopo la Serrata, le casate si distinsero in alcuni gruppi.

### Case vecchie
Il gruppo delle "case vecchie" (i cui membri erano detti "longhi") risulta ben definito sin dagli anni 1350: nella cosiddetta Cronaca "pseudo-Giustinian", stilata in quel periodo, dal già consistente corpus delle famiglie patrizie viene distinto un gruppo di ventiquattro (o, meglio, venticinque) casate più potenti e costantemente impegnate nella vita politica veneziana.
L'autore dello scritto giustifica questa situazione elencando dettagliatamente le gesta compiute dai loro antenati nella fondazione di Venezia. Per quanto fantasiose, le informazioni contenute nella Cronaca servirono per distinguere nella consistente massa delle famiglie incluse dopo la Serrata un nucleo elitario, superiore soprattutto a quelle "case nuove" che nel corso del Quattrocento contenderanno ai "longhi" il trono ducale.
Questa lista distingueva due ulteriori parti, le duodecim nobiliorum proles Venetiarum (a sinistra) e altre dodici casate que in nobilitate secuntur stirpes XII superius memoratas (a destra).
1. Badoer
2. Baseggio
3. Contarini
4. Corner
5. Dandolo
6. Dolfin[3]
7. Falier
8. Giustinian (probabilmente estinti nel XIX secolo)
9. Gradenigo
10. Morosini
11. Michiel
12. Polani (estinti nel XVIII secolo)
13. Sanudo (estinti nel 1851)

1. Barozzi
2. Belegno (estinti nel 1750)
3. Bembo
4. Gauli (presumibilmente estinti nel Duecento)
5. Memmo
6. Querini
7. Soranzo
8. Tiepolo
9. Zane
10. Zen
11. Ziani (estinti nel XIV secolo)
12. Zorzi

Negli elenchi successivi i  Bragadin sostituiscono i Belegno e i  Salamon gli Ziani.
Va inoltre precisato che una tradizione definiva dodici di queste famiglie "apostoliche" (Contarini, Tiepolo, Morosini, Michiel, Badoer, Sanudo, Gradenigo-Dolfin, Memmo, Falier, Dandolo, Polani e Barozzi) e altre quattro "evangeliche" (Giustinian, Corner, Bragadin e Bembo); si voleva evidentemente accostare la storia di Venezia a quella della Chiesa, fondata sui Dodici Apostoli e propugnata dai Quattro Evangelisti.

### Case nuove
Questo gruppo comprende la stragrande maggioranza delle famiglie patrizie che non rientravano nell'élite delle "case vecchie", che per oltre due secoli, dal 1400 al 1602, riuscirono ad imporsi al dogado senza che le case vecchie avessero dogi.

#### Case ducali
Si tratta di quindici famiglie di nobiltà più recente rispetto ai "longhi" (i loro membri erano detti, non a caso, "curti"), come sottolineato dalla stessa cronaca pseudo-Giustinian: da essa si apprende che solo i Barbarigo, i Marcello e i Moro avevano contribuito alla fondazione di Rialto dando tribuni; Foscari, Gritti, Malipiero, Priuli, Trevisan, Tron e Venier vengono riconosciuti come di origine non veneziana («qui de multis et diversis partibus secederunt et in Rivo-alto venerunt ad habitandum»); dei Donà, dei Grimani e dei Lando non si hanno informazioni perché sono solo menzionati, mentre i Loredan si dicono ammessi al Maggior Consiglio sotto il dogado di Ranieri Zeno (1253-1268); i Mocenigo, infine, non compaiono nemmeno. Tutte le casate di questa categoria sono considerate "Nuove"
Nonostante la scarsa considerazione che godevano presso i "longhi", i "curti" riuscirono rapidamente ad affermarsi e riuscirono a dare almeno un doge entro la metà del Cinquecento.
1. Barbarigo
2. Donà
3. Foscari
4. Grimani
5. Gritti
6. Lando
7. Loredan
8. Malipiero
9. Marcello
10. Mocenigo
11. Moro
12. Priuli
13. Trevisan
14. Tron
15. Venier

Possono essere annoverati tra le famiglie ducali anche i  Vendramin che, pur essendo stati aggregati solo nel 1381 dopo la guerra di Chioggia, riuscirono ad eleggere il doge Andrea Vendramin a nemmeno un secolo di distanza.

#### Altre
1. Abramo
2. Agadi
3. Agnusdio[5] (estinti nel 1297)
4. Albizzo (estinti nella metà del secolo XIV)
5. Amizzo
6. Armer (d') (estinti nel 1553)
7. Arimondo (estinti nel 1684)
8. Avanzago. (estinti nel 1600)
9. Baffo (estinti nel 1768)
10. Balbi
11. Barbaro
12. Barbo (estinti nella metà del XVIII secolo)
13. Basadonna
14. Belegno
15. Benedetti (estinti nel 1658)[6]
16. Bernardo
17. Bollani
18. Boldù
19. Bon
20. Bondumier
21. Briani
22. Calbo
23. Canal (da)
24. Cappello
25. Caravello (estinti nel 1566)
26. Celsi (estinti nel 1789)
27. Civran
28. Cocco
29. Coppo
30. Correr
31. Dalle Boccole (estinti 1483)
32. Da Lezze
33. Da Mosto
34. Da Mula
35. Da Ponte
36. Da Riva
37. D'Arduin
38. Diedo
39. Duodo
40. Emo
41. Erizzo
42. Fabriciaco (estinti nel 1303)
43. Ferro
44. Foscarini
45. Foscolo
46. Fradello (estinti nel 1666)
47. Gabrieli (o Cabriel)
48. Galanti
49. Gambarin
50. Ghisi
51. Grioni
52. Grisoni
53. Gussoni
54. Lanzuoli
55. Lombardo
56. Magno
57. Manolesso
58. Marin
59. Mazaman
60. Mengolo (estinti nel 1401)
61. Mezzo (de)
62. Miani (o Emiliani) (estinti nel 1790)
63. Miegano (o Mengano)
64. Minio
65. Minotto
66. Molin
67. Muazzo
68. Mussolino
69. Nadal
70. Nani
71. Navager (estinti nel 1742)
72. Navigroso (o Navaglioso, Navaioso) (estinti nel 1342)
73. Orio
74. Pasqualigo
75. Pesaro
76. Pisani
77. Pizzamano
78. Polo (estinti nel 1432)
79. Premarin (estinti nel 1459)
80. Quintavalle
81. Sagredo
82. Selvo (estinti nel 1311)
83. Semitecolo
84. Sesendillo
85. Signolo
86. Sten (estinti nel 1413)
87. Storladi (estinti nel 1458)
88. Stornello
89. Surian[7] (estinti nel 1630)
90. Talonico (o Tolonegi)
91. Valaresso
92. Valier
93. Viaro[8]
94. Vielmo
95. Vitturi
96. Volpe
97. Zaguri
98. Zancani (estinti nel 1502)
99. Zancaruol (estinti nel 1779)
100. Zantani (estinti nel 1605)
101. Zulian
102. Zusto (o Giusto)

A queste si aggiungevano alcune famiglie veneziane cooptate qualche tempo dopo in quanto, al momento della Serrata, si trovavano in Oriente.
Una parte proveniva da Costantinopoli e fu aggiunta nel 1298:
1. Acotanto
2. Agrinal
3. Bonomo
4. Costantino
5. Donadi
6. Marcimano (o Marcipian)
7. Massoli
8. Mastalizi (estinti nel 1324)
9. Ruzier (estinti nel 1640)
10. Ruzini
11. Stanici (o Scanisi)[9]
12. Tolonigo (estinti nel 1312)
13. Tonisto (estinti nel 1523)

Le rimanenti provenivano da Acri e furono cooptate nel 1303 (in realtà, tutte tranne i Lion e i Surian risultano aver partecipato al Consiglio qualche tempo prima della Serrata):
1. Barison (estinti nel 1426)
2. Benedetti (altro ramo) (estinti nel 1624)
3. Bondumier (altro ramo)
4. Lion (estinti nel 1713)
5. Marmora
6. Molin "dal Molin d'Oro"
7. Surian (altro ramo) (estinti nel 1630)

Vi erano poi quindici casate discendenti da altrettanti cittadini che si erano distinti nella repressione della congiura del Tiepolo e cooptate nel 1310:
1. Addoldo
2. Agadi
3. Agrinal
4. Buoninsegna
5. Caotorta
6. Caroso
7. Dente
8. Diesello (o Diesolo)
9. Ferro
10. Grisoni
11. Mengolo (altro ramo) (estinti nel 1401)
12. Papaciza
13. Quintavalle
14. Sesendillo (altro ramo)
15. Vidor

### Case Nuovissime
Sul volgere del Trecento la guerra di Chioggia mise in ginocchio l'economia veneziana. La flotta genovese, schierata all'ingresso della laguna, aveva bloccato ogni forma di scambio commerciale e le conseguenti entrate in termini di dazi sulle importazioni.
Nel 1379 i Savi di guerra decretarono la concessione del patriziato ai trenta popolani che avessero maggiormente contribuito in qualunque modo allo sforzo bellico. In molti accorsero, chi mettendo a disposizione i servi, i propri figli o sé stessi, chi mantenendo un gruppo di soldati, chi armando galee, chi semplicemente elargendo denaro. Terminato il conflitto, il 4 settembre 1381 il Senato elesse i vincitori da una rosa di sessantadue candidati (per un totale di cinquantotto famiglie). Difficile stabilire sulla base di quale criterio avvenne tale scelta: molti dei respinti avevano partecipato allo sforzo bellico con offerte cospicue, viceversa vi fu chi venne ammesso con un contributo molto modesto. Evidentemente pesarono altri fattori, fra cui le strategie matrimoniali che avevano permesso a molti non nobili di creare solidi legami con le "case vecchie" del patriziato.
Nella lista si notano undici candidati con cognome omonimo a quello di famiglie già presenti nel patriziato, e si possono presumere appartenere a rami non documentati o illegittimi di queste ultime.
1. Giorgio Calergi
2. Rafaino Caresini
3. Marco Cicogna
4. Giacomo Condulmer
5. Giovanni Darduin
6. Antonio Darduin
7. Alvise dalle Fornase
8. Giovanni Garzoni[10]
9. Nicolò Garzoni[10]
10. Francesco Girardi
11. Pietro Lippomano
12. Nicolò Longo
13. Francesco da Mezzo
14. Paolo Nani
15. Giovanni Negro
16. Marco Orso
17. Bartolomeo Paruta
18. Marco Pasqualigo
19. Pietro Penzini
20. Nicolò Polo
21. Donato da Porto
22. Nicolò Renier
23. Marco Storladi
24. Nicolò Tagliapietra
25. Giacomo Trevisan
26. Paolo Trevisan
27. Andrea Vendramin
28. Giacomo Vizzamano
29. Pietro Zaccaria
30. Andrea Zusto

Una trentunesima famiglia aggregata in quest'occasione è quella dei Cavalli, grazie ai servigi offerti alla Repubblica dal condottiero veronese Giacomo Cavalli nel corso del conflitto.

### Patrizi non veneziani
Qualche tempo dopo la serrata, il patriziato fu conferito anche a quelle famiglie di Terraferma che avevano dato appoggio militare alla Repubblica in varie occasioni. Si tratta in tutto di trentun famiglie, ma molte non parteciparono mai alla politica veneziana, mantenendo un titolo meramente onorifico.
1. Anguissola (1499 - assenti da dopo il 1612), di Piacenza
2. Avogadro (1437), di Brescia
3. Battaggia (1439), di Milano
4. Bentivoglio (1488), di Bologna
5. Benzon di Sant'Agostin (1407), di Crema
6. Castriota (1445 o 1461 - assenti dal 1549), albanesi
7. Cernovicchi (1474 - assenti dal 1655-1666), albanesi
8. Codognola (1446), di Milano
9. Collalto (1306), di Treviso
10. Colleoni (1450 - 1475)[11], di Bergamo
11. Comino (1464), albanesi
12. Cossazza (1430 - estinti nel 1615), albanesi
13. Di Rossi (1423), di Parma
14. Di Rossi (1482), di Parma
15. Gonzaga (1332), di Mantova[12]
16. Malatesta (1480 - assenti dal 1706), di Rimini
17. Martinengo (1448), di Brescia
18. Martinengo (ramo secondario, 1499), di Brescia
19. Meli, poi Meli Lupi (1505), di Cremona
20. Pallavicino (1423), di Parma
21. Pallavicino (ramo secondario, 1427), di Parma
22. Protti (1404 - 1415), di Vicenza
23. Riario (1481 - assenti dal 1666), di Forlì
24. della Rovere (1473 - assenti dal 1726), di Savona
25. Savelli (1404 - estinti nel 1712), di Roma
26. Savorgnan (1385), friulana
27. Spadafora (1404), siciliana
28. Terzi (1407-1409)[13], di Parma
29. dal Verme (1388 - estinta nel 1485), di Verona
30. dal Verme (1481 - estinta nel 1485), di Verona

### Case fatte per soldo
Divenuto per secoli quasi inaccessibile, il corpo nobiliare riprese ad aprirsi a nuove famiglie quando, con il declinare della potenza veneziana, lo Stato prese a "vendere" il titolo (a 100.000 ducati) per riempire le casse pubbliche, non più sostenute dai ricchi commerci con l'Oriente. Tra il Sei e il Settecento si ebbero tre aperture al patriziato, con l'aggregazione di centotrentaquattro famiglie (contributo non indifferente, visto che la nobiltà soffriva da tempo di una grave crisi demografica). Alcune di queste già da secoli facevano la storia dell'entroterra veneto, e i loro titoli talvolta risalivano al Sacro Romano Impero (come i Brandolini, i Martinengo, i Piovene, gli Spineda, i Valmarana). Altre erano famiglie borghesi arricchitesi attraverso i commerci (Benzon di San Vidal, Lin, Zanardi).
Le prime aggregazioni di questo tipo si ebbero tra il 1646 e il 1669 durante la guerra di Candia e riguardarono settantasei famiglie:
1. Albrizzi (1667)
2. Angaran (1655)
3. Antelmi (1646)
4. Ariberti (1655 - estinti dal 1746)
5. Barbaran (1665)
6. Belloni (1646 - estinti nel 1698)
7. Beregan (1649)
8. Berlendis (1662 - assente dal 1781)
9. Bonfadini (1648)
10. Bonlini (1667)
11. Bonvicini (1663 - assenti dal 1786)
12. Bregonzi (1665 - assenti dal 1709-1726)
13. Bressa (1652)
14. Cassetti (1662)
15. Catti (1646)
16. Condulmer terza linea (1653 - assenti da prima del 1759)
17. Conti (1667 - assenti dal 1763)
18. Correggio (1646 - estinti nel 1738)
19. Crotta (1649)
20. Dolce (1658)
21. Dondi dell'Orologio (1657)
22. Farsetti (1664)
23. Ferramosca (1648 - estinti nel 1679)
24. Ferro (1659)
25. Fini (1649)
26. Flangini (1664)
27. Fonseca (1664 - assenti dal 1713)
28. Fonte (1646 - estinti nel 1766)
29. Gambara (1653)
30. Ghedini (1667 - estinti nel 1713)
31. Gherardini (1652)
32. Giovanelli (1668)
33. Giupponi (1660 - assente dal 1666-1683)
34. Gozzi (1646)
35. Labia (1646)
36. Laghi (1661 - assenti dal 1734-1759)
37. Lazzari (1660 - assenti dal 1775)
38. Lion Cavazza (1652)
39. Lombria (1646 - estinti nel 1722)
40. Lucca (1654 - assenti dal 1734-1759)
41. Macarelli (1648 - estinti nel 1676)
42. Maffetti (1654)
43. Manin (1651)
44. Martinelli (1646 - estinti nel 1772)
45. Medici (1651 - estinti nel 1701)
46. Minelli (1650)
47. Mora di San Marcuola (1665)
48. Nave (1646 - assente dal 1666-1698)
49. Ottoboni (1646 - banditi nel 1709)
50. Papafava (1652)
51. Pasta (1669)
52. Piovene (1654)
53. Poli (1663)
54. Polvaro (1662 - assente dal 1709-1712)
55. Raspi (1662)
56. Ravagnin (1657)
57. Rubini (1646 - estinti nel 1756)
58. Sangiantoffetti
59. Santasoffia (1649 - estinti nel 1775)
60. Soderini (1656)
61. Statio (1653 - assenti dal 1709-1712)
62. Surian[7] (1647 - estinti nel 1679)
63. Tasca (1646 - assenti dal 1734-1760)
64. Valmarana (1658)
65. Van Axel (1665)
66. Verdizzotti (poi Verdizzotti-Donini, 1667 - assenti dal 1726-1759)
67. Vianol (1658 - assenti dal 1709-1712)
68. Widmann (1646)
69. Zacco (1653)
70. Zaguri (1646)
71. Zambelli di San Giacomo dell'Orio (1648)
72. Zanardi (1653 - estinti nel 1757)
73. Zenobio (1647)
74. Zolio (1656)
75. Zon (1651 - assenti dal 1783-1793)

I costi sostenuti durante la guerra di Morea costrinsero la Repubblica ad aprire il patriziato ad altre quarantotto famiglie, aggregate tra il 1684 al 1718:
1. Acquisti (1686)
2. Arnaldi (1685)
3. Baglioni (1716)
4. Barzizza (1694)
5. Bellotto (1685 - estinti nel 1759)
6. Benzon di San Vidal (1685)
7. Bettoni (ramo secondario, 1684)
8. Bonlini (ramo secondario, 1685)
9. Brandolini (1686)
10. Carminati (1687)
11. Castelli (1687 - estinti nel 1759)
12. Cavagnis (1716 - estinti nel 1785)
13. Celini (1685 - assenti dal 1750-1758)
14. Codognola (1717)
15. Contenti (1686)
16. Cottoni (1699)
17. Curti (1688)
18. Fracassetti (1704)
19. Franceschi (1716 - estinti nel 1788)
20. Gallo (1694 - estinti prima del 1759)
21. Gheltoff (1697)
22. Guerra (1689)
23. Grassi (1718)
24. Lin (1685)
25. Manfrotto (1698)
26. Manzoni (1687)
27. Martinengo (1689)
28. Mora di San Felice (1694)
29. Morelli (1686)
30. Nosadini (1694)
31. Pellizzioli (1699 - estinti prima del 1768)
32. Pepoli (1686)
33. Persico (1685)
34. Recanati (poi Recanati-Zucconi, 1697 - assenti dal 1750-1758)
35. Redetti (1698)
36. Rezzonico (1687)
37. Rizzi (1687)
38. Romieri (1689)
39. Rota (1685)
40. Sandi (1685)
41. Scroffa (1698)
42. Semenzi (già Premuda, 1685)
43. Spinelli (1718)
44. Toderini (1694)
45. Veronese (1704)
46. Vezzi (1716)
47. Zambelli di San Stin (1685)
48. Zino (1718)

L'ultimo gruppo fu aggregato tra il 1776 e il 1788, in seguito alla decisione di ammettere al Maggior Consiglio quaranta famiglie. Il progetto, che anche in questo caso intendeva rimpinguare le casse dello Stato, non diede gli effetti sperati: solo tredici famiglie chiesero di entrare nel patriziato, e due di queste (Tartaglia e Sceriman) non furono nemmeno ammesse.
1. Buzzaccarini (1782)
2. Caiselli (1779)
3. Martinengo (ramo secondario, 1779)
4. Mussatti (1776)
5. Pindemonte (1782)
6. Pisani (ramo secondario)
7. Ottolini (1780)
8. Panciera di Zoppola (1777)
9. Borini (1788)
10. Spineda (1776)
11. Trento (1777)

Non tutti i membri di una stessa famiglia erano ammessi al patriziato. Non vengono dunque citati i vari rami cadetti cooptati successivamente al nucleo principale, i quali ebbero un impatto positivo sulle probabilità di sopravvivenza del cognome nel Libro d'Oro.